# 版下
版下（はんした）とは、印刷工程において刷版の直接の原稿となるもので、文字や画像などが構成（レイアウト）案に基づき台紙（版下台紙）に配置されて校正を行う。校了後の版下を基に製版が行われる。工程がコンピュータ処理されている場合、コンピュータのモニター上の画像のままで校正を行って版下実物の作成は省略されるか、電子印刷機で出力されたものが用いられる。

## 旧来の印刷工程での版下

### 概要
デザインやレイアウトの指定に従って、台紙上に文字、線画、罫線、トンボなどで構成される。基本的に版下は（印刷されない部分にあたる）白と（印刷される部分にあたる）黒のみで作成されるが、製版フィルムの特性により淡い青や緑の色は反応しないため、版下レイアウトのアタリ線などにこれらの色を用いることもある。また、逆に濃い赤色は反応するため、広範囲に黒で塗りつぶす（ベタ）等の場合、代わりに濃い赤色のシートを貼付することもある。

### 版下を構成するもの
台紙（版下台紙）
従来の印刷工程ではケント紙などやや厚めの白紙を台紙とするほか、市販されている既製の印刷用規格台紙をベース面として用いる。市販の規格台紙は、印刷物の仕上がりサイズに合わせて多種類用意され、あらかじめトンボや、製版フィルムに反応しない淡い青や緑の色の方眼目盛りなどが印刷されている。
文字
写真植字されたものが一般的だが、レタリングなど手書きされたものもある。写真植字されたもの（写植文字）は印画紙に焼き付けられている。手書きのものは製版カメラで撮影し、紙焼きに起こす（印画紙に焼き付けられる）場合が多い。写真植字が登場する以前は過渡的に、清刷（きよずり）と呼ばれる、活版印刷文字あるいはタイプライター文字が用いられたこともある。
線画
イラストや地図などの図版を指し、作業上支障がなければ直接台紙に描き込む場合もあるが、やはり手書きのものは製版カメラで撮影し、紙焼きに起こす場合が多い。
イラストの場合、すでに着色や濃淡が付けられている原稿は、線画扱いにせず写真原稿として扱うが、単色で濃淡にスクリーントーンや細線・点描などを用いたものであれば線画として扱う。
罫線・トンボ
囲み罫や仕切り罫など印刷されても残る罫線（製版指定では「イキケイ」「ケイイキ・罫生き」と表現）と、アタリ罫など印刷の段階では残らない罫線（同じく「シニケイ」「ケイシニ・罫死に」「ケイアタリ」）がある。
印刷工程において重要且つ必要なものにトンボがあるが、これは印刷物の仕上がり位置・サイズを示すだけでなく、多色刷りの場合では見当を合わせるための目印となる。一般的に版下台紙においては、仕上がりサイズの外の四隅に角トンボ、同じく天地左右の中央にセンタートンボが配され、印刷物に折り加工を施す場合は折りトンボが配される。
別原稿（写真・イラスト等）用アタリ
写真等の網点撮影や色分解が必要とされる原稿の縮小・拡大率や掲載位置を示す仮原稿を指し、作業上支障がなければ直接台紙に描き込む場合もあるが、カンプからの複写やトレーシングスコープから起こした絵を張り付ける場合が多い。
イラストの場合、すでに着色や濃淡が付けられている原稿は、線画扱いにせず写真原稿として扱うが、単色で濃淡にスクリーントーンや細線・点描などを用いたものであれば線画として扱う。

### 版下作成の手順の一例
トンボの作図
版下レイアウトの基準となるトンボの作図については、台紙となる白紙をドラフター（製図台）に固定して烏口や製図ペンを用いて手描きする方法、自動作図機などを用いる方法のほか、 前述の既製の印刷用台紙を規格寸法通り使用する場合は、すでに台紙に印刷されているものを用いる。
なお自動作図機の場合は、罫線の作図・描画についても一貫して作図することが可能である。
罫線の作図・描画
次に、デザインやレイアウトの指示に従い版下台紙には罫線が描かれて行くが、写植文字や線画・イラスト類を貼り込むためのアタリ罫は、製版フィルムに反応しない淡い青色で描いていく。また、囲み罫をケイアタリとしてベタ（塗りつぶし）扱いする場合は、濃い赤色シートを用いてベタ枠処理を施すことがある。但し、原則として製版指定による「ケイイキ」「ケイアタリ」については全て黒で描画する。
また罫線という名前であっても、飾り罫など特殊なものは写植機によって打ち出され、図版として台紙に貼り込まれる場合がある。
写植文字・図版類の貼り込み
版下台紙貼り込み用に紙焼き（印画紙出力）された写植文字や図版類は糊付けし、レイアウト指示に沿って、 罫線の作描を終えた版下台紙に貼り込む。
版下製作から製版まで一貫して行う小規模事業所の場合、紙焼き工程を省くため、製版カメラで撮影した紙焼き作成用フィルムを、製版の段階で直接使用させる場合もある。

## 印刷工程での版下作成の現状
版下作成は版下作成機によって自動化が進められていたが、現在ではDTP化により、直接製版フィルムを出力する、もしくは直接プレート（刷版）に出力することがほとんどとなり、一貫体制で運営される印刷や出版などの事業所では従来の版下工程自体が消え去った。
ただし少部数印刷などでは、プリンタ出力をそのまま完全版下として用いることも多い（黎明期のDTPが「パソコン版下作成機」と言われたように）。その場合でも、高解像度で網点を出力できるプリンタと高精度の製版カメラがあれば充分なクオリティを保つことができる。